# Palaemnema azupizui
Palaemnema azupizui är en trollsländeart som beskrevs av Philip Powell Calvert 1931. Palaemnema azupizui ingår i släktet Palaemnema och familjen Platystictidae. Inga underarter finns listade i Catalogue of Life.